# Espiral (película)
Espiral es un largometraje mexicano del cineasta oaxaqueño Jorge Pérez Solano, esta cinta fue filmada en locaciones de San Pedro Yodoyuxi, Oaxaca en 2008 y fue estrenada el 11 de septiembre de 2009. Protagonizada por Iazúa Larios, Xochiquetzal Rodríguez, Mayra Sérbulo y Ángeles Cruz, es la narración de dos mujeres que pasan de ser reproductivas a productivas, sacudiéndose el yugo de una sociedad que no es justa. Los personajes principales se llaman "Diamantina Palacios" y "Araceli Morales".

## Argumento
Con el deseo de mejorar sus vidas los hombres emigran sin darse cuenta de que destruyen lo que quieren salvar, sus familias. Ésta es la historia de "Diamantina" y "Araceli", dos jóvenes de la mixteca oaxaqueña que ven partir a sus hombres a los Estados Unidos en busca de mejoras económicas. "Santiago" trata de juntar dinero para poder casarse con "Diamantina", "Macario" busca sacar de la pobreza a su familia. Cuando los hombres regresan al pueblo ya nada es igual.

## Premios
El guion "Espiral", del mexicano Jorge Pérez Solano, ganó el Proyecto VI Opera Prima, auspiciado por el Instituto Mexicano de Cinematografía (IMCINE) y el Centro Universitario de Estudios Cinematográficos (CUEC).
"Espiral" obtuvo mención honorífica en el Segundo festival de cine latinoamericano de flandes. 
Ganó el "Premio del Jurado" en Recontres du cinema sus american marseille.
En el año 2010 obtuvo la "Diosa de Plata" por "Mejor Fotografía y Mejor Edición".

## Reparto
- Iazúa Larios - Diamantina/Magdalena
- Xochiquetzal Rodríguez - Araceli "Joven"
- Mayra Sérbulo - Diamantina "Adulta"
- Ángeles Cruz - Araceli "Adulta"
- Aurora Clavel - Luvina
- Noé Hernández - Macario "Adulto"
- Leonardo Alonso - Santiago "Adulto"
- Harold Torres - Santiago "Joven"
- Eduardo Santander - Macario "Joven"
- Gabriel Pascual - Taurino
- Mayahuel del Monte - Engracia
- Víctor de Pascual - Leonardo
- Roberto Mares - Gorrioncito
- Luis Huacuz - Benito
- Josue Stallin - Gorroncito  pequeño